# Бьюкебум, Джефф
Джеффри Скотт Бьюкебум (англ. Jeffrey Scott Beukeboom; род. 28 марта 1965, Эйджакс) — канадский хоккеист и тренер; четырёхкратный обладатель Кубка Стэнли в составе клуба «Эдмонтон Ойлерз» (1987, 1988, 1990) и «Нью-Йорк Рейнджерс» (1994) как игрок этих команд.

## Карьера

### Игровая карьера
На драфте 1983 года был выбран в первом раунде под общим 19-м номером командой «Эдмонтон Ойлерз». После выбора на драфте, он вернулся в «Су-Сент-Мари Грейхаундз», за который играл ещё два сезона, набирая регулярно очки и став одним из результативных защитников. По окончании сезона он стал играть за фарм-клуб «Ойлерз» «Новая Скотия Ойлерз», где провёл целый сезон.
Он начал играть за «Эдмонтон Ойлерз», в сезоне 1985/86, проведя одну игру в плей-офф. В следующем сезоне он стал чаще играть за «Эдмонтон», став одним из ключевых игроков в команде; в составе этой команды он выиграл три Кубка Стэнли. 12 ноября 1991 года он был обменян в «Нью-Йорк Рейнджерс»; он составил пару защитников с Брайаном Личем, которая стала одной из сильнейших в НХЛ. В 1994 году в составе «Рейнджерс» он выиграл четвёртый Кубок Стэнли в своей карьере.
21 ноября 1998 года в матче с «Лос-Анджелес Кингз», который «Рейнджерс» выиграл со счётом 5:1, получил сотрясение мозга из-за столкновения с нападающим «Кингз» с Мэттью Джонсоном. Вернувшись после восстановления, 12 февраля 1999 года в матче с «Каролиной Харрикейнз», он получил новую травму после столкновения с нападающим «Харрикейнз» Мартеном Желиной; из-за этого он был вынужден пропустить оставшуюся часть сезона. В июле 1999 года объявил о завершении карьеры из-за проблем со здоровьем, связанные с последствиями от сотрясений мозга.

### Тренерская карьера
В качестве ассистента главного тренера работал с «Торонто Роадруннерс» (2003—2004), «Барри Кольтс» (2008—2009), «Садбери Вулвз» (2009―2012), «Коннектикут Уэйл» (2012—2016) и «Нью-Йорк Рейнджерс» (2016—2017). В 2017 году он стал скуатом «Нью-Йорк Рейнджерс».